# Мюнхвайлер-ам-Клінгбах
Мюнхвайлер-ам-Клінгбах (нім. Münchweiler am Klingbach) — громада в Німеччині, розташована в землі Рейнланд-Пфальц. Входить до складу району Південний Вайнштрассе. Складова частина об'єднання громад Аннвайлер-ам-Тріфельс.
Площа — 2,14 км2. Населення становить 217 ос. (станом на 31 грудня 2020).